# دمنه (روستا)
 دمنه  (در عربی:  الدمنة )
نام روستایی است در دهستان القفاعة از توابع استان تَعِز در کشور یمن در شبه جزیره عربستان.

## جمعیت
جمعیت آن (۴۰ ) نفر (۴ خانوار) می‌باشد.